# シーメンスガメサ・リニューアブル・エナジー
シーメンスガメサ・リニューアブル・エナジー (シーメンスガメサ、西: Siemens Gamesa Renewable Energy S.A.)は、スペイン・ビスカヤ県・サムディオ（Zamudio）に本拠を置く再生可能エネルギー分野の製造企業である。2017年4月、シーメンスの風車製造部門との合併を受け、Gamesa Corporación Tecnológicaから改称した。2023年1月、シーメンス・エナジーの一部門となった。
シーメンスガメサは風力タービンを供給し、また風力発電所を開発・管理・販売している。

## 沿革

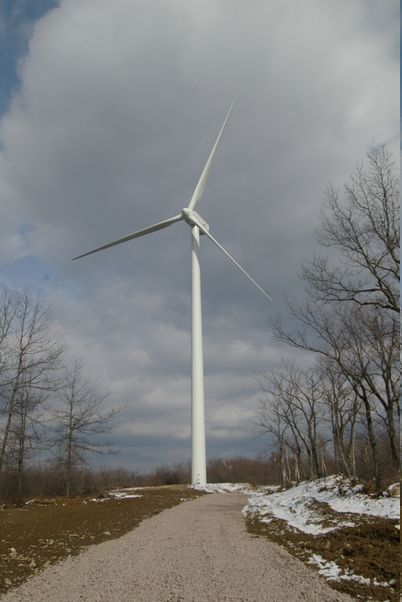
ベアー・クリーク・タウンシップの禿山に設置されたガメサの風力発電機

ガメサは1976年に設立され、新技術の開発やそれらの新興活動への適用などに焦点を当てた。ロボット工学、マイクロエレクトロニクス、航空工学、複合材料開発などの分野を有していた。1994年、風力タービンの製造に特化した子会社としてガメサ・エオリカが設立された。1995年にはガメサ・エオリカが風力発電所建設事業に関与し、1996年には初の風力発電所が竣工した。ガメサは2000年10月31日に正式にマドリード証券取引所に上場し、2001年4月24日にIBEX35に選択された。アラバ県・ビトリア＝ガステイスに本社を置いていたが、2010年にビスカヤ県・サムディオに本社を移転した。
2006年以来、ガメサは持続可能エネルギー、特に風力発電に関連した技術に焦点を当てている。航空部門は売却されてアエルンノバという新企業が設立され、またグローバル・エナジー・サービスという新企業も設立された。
2003年にはマデ社を買収。2004年から2006年までは風力タービンの世界市場シェア2位だった。ガメサは2007年に操業を開始したアレゲニー・リッジ風力発電所（アメリカ・ペンシルヴェニア州）、2011年に操業を開始したスチュアート山風力発電所（ニュージーランド）の建設に関与した。2011年には中国広東核電集団と提携し、中国で600MWの風力発電プロジェクトの共同開発を開始。2011年 ガメサ、中国の龍源電力、華潤電力、大唐集団新能源の3社と風力発電機の共同開発で提携。同年にはインドのキャパロ・エナジーから総計2GW（20億ドル）の風力タービンを受注（納入完了は2017年予定）。2014年時点でイベルドローラはガメサに約15.4%出資していた。
ガメサは陸上風力発電を専門としていたが、2010年代には洋上風力発電の分野にも進出している。洋上風力発電所での生産を拡大するためのイギリスの動向の一部として、ガメサはイギリスに生産工場や他の施設を建設するために1億3,370万ユーロを投じることを約束しており、洋上風力発電部門の本部をロンドンに移転させる予定である。2014年にはフランスの国営原子力企業アレバと提携し、洋上風力発電の合弁会社を設立することが発表された。
2010年にはスペイン国内での風力タービンシェアが50％を超え、2011年時点でスペインの市場シェア第1位の企業である。ガメサは4大陸に向けて計1万MWを超える風力タービンを提供しており、ガメサの製品は年間5,190万トンの二酸化炭素の排出を削減している。太陽光発電所の建設や発展にも関与している。ガメサはDJSI（ダウ・ジョーンズ・サステナビリティ・インデックス）とFTSE4グッド・インデックスの指標に選定された。
2016年6月、シーメンスの風力発電事業との統合が発表され、2017年4月3日に合併を完了しシーメンスガメサ・リニューアブル・エナジーが発足、風力タービンメーカーとして、ベスタスなどとともに世界のトップ4メーカーとなった。
2023年1月、シーメンス・エナジーによる株式買収が取締役会で承認され、同社の完全子会社となった。